# Fahrettin Çiloğlu
Fahrettin Çiloğlu (né le 5 octobre 1956, Ünye, Province Ordu, Turquie), est un écrivain turc d'origine géorgienne, dont la famille a émigré de la Géorgie à la fin du XIXe siècle. Dans les publications géorgiennes, il utilise le nom de plume ფარნა-ბექა ჩილაშვილი (Parna-Beka Chilashvili). Un écrivain en turc et géorgien, Çiloğlu a publié un nouveau livre de nouvelles intitulé სანამ თოვს ("tandis qu'il neige") à Tbilissi (2012). Une des histoires dans ce livre, a d'abord été publié en allemand sous le titre Die Reise meiner Großmutter nach Istanbul ("Le voyage de ma grand-mère à Istanbul») dans l'anthologie, Unser Istanbul (2008, Berlin).